# London Studio
London Studio - британська студія-розробник відеоігор, що базується в Лондоні . Заснована в 2002 році, це студія з розробки ексклюзивів для Sony Interactive Entertainment. Студія була найбільш відома розробкою серії SingStar, а також іграми для зовнішньої периферії PlayStation, включаючи камеру EyeToy та гарнітуру для віртуальної реальності PlayStation VR . За час існування студія створила понад 60 ігор. 

## Історія
Лондонська студія заснована в 2002 році після злиття студії Camden Studio компанії Psygnosis та команди Soho, розробника The Getaway. Студія розробила ігрову серію SingStar, яка стала надзвичайно популярною і допомогла розширити привабливість PlayStation 2 за межі типової демографії молодих геймерів-чоловіків. За 6 років було продано понад 20 мільйонів примірників серії. London Studio також відома розробкою ігор для вебкамери EyeToy від Sony та сприяла розробці інших ігор Sony, таких як Killzone 2 та LittleBigPlanet. Студія працювала над двома AAA ексклюзивами для PlayStation 3, включаючи Eight Days та продовження The Getaway, але обидві гри було скасовано компанією Sony Europe, оскільки Sony хотіла перерозподілити ресурси на інші власні ігри.  27 лютого 2024 року Sony оголосила про закриття студії. 

### Віртуальна реальність
London Studio розробила технологію рендерингу віртуальної реальності (VR) під назвою LSSDK, яка підтримується PlayStation 4 та ПК. Цей рушій було вперше використано у PlayStation VR Worlds, до якого входило п’ять ігор віртуальної реальності: „The London Heist”, „Into The Deep”, „VR Luge”, „Danger Ball” та „Scavenger's Odyssey”. Хоча VR Worlds отримала неоднозначні відгуки, "London Heist" було відзначено критиками, і гра стала комерційно успішною. Розробка ігор для віртуальної реальності стала головним приорітетом компанії. Наступною грою студії стала Blood & Truth, яка є наступницею рівня London Heist. Вона стала першою горою у віртуальній реальності, що стала номером 1 у чартах роздрібних продажів у Великій Британії, після виходу в травні 2019 року.

## Розроблені ігри
| Гра                                  | Рік  | Платформа (и)                        |
| ------------------------------------ | ---- | ------------------------------------ |
| This is Football 2003                | 2002 | PlayStation 2                        |
| Hardware: Online Arena               | 2002 | PlayStation 2                        |
| This is Football 2004                | 2003 | PlayStation 2                        |
| EyeToy: Play                         | 2003 | PlayStation 2                        |
| This is Football 2005                | 2004 | PlayStation 2                        |
| EyeToy: Groove                       | 2004 | PlayStation 2                        |
| SingStar                             | 2004 | PlayStation 2                        |
| The Getaway: Black Monday            | 2004 | PlayStation 2                        |
| SingStar Party                       | 2004 | PlayStation 2                        |
| EyeToy: Chat                         | 2005 | PlayStation 2                        |
| World Tour Soccer: Challenge Edition | 2005 | PlayStation Portable                 |
| Fired Up                             | 2005 | PlayStation Portable                 |
| SingStar Pop                         | 2005 | PlayStation 2                        |
| EyeToy: Play 2                       | 2005 | PlayStation 2                        |
| EyeToy: Play 3                       | 2005 | PlayStation 2                        |
| SingStar '80s                        | 2005 | PlayStation 2                        |
| EyeToy: Kinetic                      | 2005 | PlayStation 2                        |
| EyeToy: Operation Spy                | 2005 | PlayStation 2                        |
| EyeToy: Kinetic Combat               | 2006 | PlayStation 2                        |
| EyeToy: Play Sports                  | 2006 | PlayStation 2                        |
| SingStar Rocks!                      | 2006 | PlayStation 2                        |
| SingStar Anthems                     | 2006 | PlayStation 2                        |
| Gangs of London                      | 2006 | PlayStation Portable                 |
| SingStar Legends                     | 2006 | PlayStation 2                        |
| World Tour Soccer 2                  | 2006 | PlayStation Portable                 |
| SingStar Pop Hits                    | 2007 | PlayStation 2                        |
| SingStar 90s                         | 2007 | PlayStation 2                        |
| SingStar Amped                       | 2007 | PlayStation 2                        |
| SingStar Rock Ballads                | 2007 | PlayStation 2                        |
| Aqua Vita                            | 2007 | PlayStation 3                        |
| SingStar R&B                         | 2007 | PlayStation 2                        |
| Beats                                | 2007 | PlayStation Portable                 |
| SingStar                             | 2007 | PlayStation 3                        |
| SingStar Summer Party                | 2008 | PlayStation 2                        |
| SingStar Vol. 2                      | 2008 | PlayStation 3                        |
| SingStar ABBA                        | 2008 | PlayStation 2 і PlayStation 3        |
| SingStar Vol. 3                      | 2008 | PlayStation 3                        |
| PlayStation Home                     | 2008 | PlayStation 3                        |
| SingStar Queen                       | 2009 | PlayStation 3                        |
| SingStar Pop Edition                 | 2009 | PlayStation 3                        |
| SingStar Motown                      | 2009 | PlayStation 3                        |
| EyePet                               | 2009 | PlayStation 3 і PlayStation Portable |
| SingStar Take That                   | 2009 | PlayStation 3                        |
| SingStar Guitar                      | 2010 | PlayStation 3                        |
| SingStar Dance                       | 2010 | PlayStation 3                        |
| DanceStar Party                      | 2011 | PlayStation 3                        |
| EyePet & Friends                     | 2011 | PlayStation 3                        |
| DanceStar Party Hits                 | 2012 | PlayStation 3                        |
| Wonderbook                           | 2012 | PlayStation 3                        |
| SingStar: Ultimate Party             | 2014 | PlayStation 4 і PlayStation 3        |
| PlayStation VR Worlds                | 2016 | PlayStation VR                       |
| SingStar Celebration                 | 2017 | PlayStation 4                        |
| Blood & Truth                        | 2019 | PlayStation VR                       |